# Mydy
MYDY je česká hudební skupina z Prahy vzniklá v roce 2012. Původní jméno Mydy Rabycad skupina v roce 2019 zkrátila pouze na MYDY. Hraje fúzi electroswingu a dalších stylů elektronické hudby, kterou sama nazývá glamtronic. „...jde o zábavný, chytlavý ale přitom propracovaný a inteligentní electropop s řadou odkazů na různé retro styly.“
Podle jejich slov v sobě glamtronic spojuje dva hlavní prvky, kterými se skupina vyznačuje. Jedním je „glam“ s odkazem na velkolepost a prezentaci glamových kapel 80. let ztělesněnou například ve filmu Velvet Goldmine a druhým je mix současné elektronické hudby.
Teprve jako druhá česká kapela v historii vystoupili na festivalu Glastonbury v Anglii.

## Historie
Vznik kapely je datován do letních prázdnin roku 2012. Na jejich začátku oslovil Mikuláš Pejcha (saxofon, ewi, syntezátor) Nèra Scartche (syntezátory) a Jana Drábka (baskytara, syntezátor) s nabídkou spolupráce na novém hudebním projektu a při vytváření remaku písně Belleville přizvali ke spolupráci také svoji kamarádku a zpěvačku/herečku  Žofii Dařbujánovou (zpěv). Tím se vytvořila základní skladatelská a interpretační čtveřice, kterou o rok později doplnili jako stálí hosté Tomáš Konůpka (bicí, producent) a Ondřej Slánský (kytara), kteří se výrazně podepsali na dalším soundu kapely jak ve studiu, tak na živých vystoupeních.
Zlom v kariéře Mydy Rabycad způsobil příchod manažera Petra Blažka, díky kterému se kapela začala profesionalizovat a přibývaly jí významné koncerty.

### Členové
Podle slov Žofie Dařbujánové se údajně poprvé s částí poznali na hudebním táboře. Členové kapely však na sebe mají i další vazby. Nèro Scartch je bratrancem basisty Jana Drábka a ten zase spolužákem Mikuláše Pejchy z gymnázia a vysoké školy. V minulosti spolu také někteří hráli v několika kapelách. Tomáš Konůpka je Nèrovým bývalým učitelem bicích a díky němu se o kapele dozvěděl i manažer Petr Blažek. Ondřej Slánský se ke kapele přidal zřejmě až před nahráváním desky Glamtronic. Tomáš Konůpka kapelu opustil v roce 2020.

## Hudební styl
Na desce Let Your Body Move kapela vycházela především z klasického electroswingu. Deskou Glamtronic se však vydala směrem k širšímu stylovějšímu záběru a singl Just Dance „...navazuje tam, kde skončilo poslední album Glamtronic, a ukazuje, jakým směrem se budou ubírat další kroky této kapely.“

## Koncerty
Při živých vystoupeních Žofie Dařbujánová zpívá v často velmi extravagantních kostýmech za doprovodu světelné show, Nèro Scartch hraje na bicí, Jan Drábek hraje na klávesy a syntetizér, Mikuláš Pejcha střídá saxofon, EWI (dechový syntetizér) a občas hraje na klávesy, společně zpívají back vokály. Ondřej Slánský hraje na kytaru.
Kapela je v současnosti jedním z nejvíce exportovaných hudebních uskupení z České republiky. Třetinu svých koncertů za rok odehrají v zahraničí. Dosud hráli v Anglii, Belgii, Francii, Dánsku, Jižní Koreji, Kanadě, Maďarsku, Německu, Nizozemí, Polsku, Rakousku, Slovensku, Švýcarsku, Turecku, USA.
Jako jedna ze dvou českých kapel vystoupili v celé historii na festivalu Glastonbury v Anglii. Mimo to se publiku představili také na maďarském Szigetu, Fusion festivalu v Německu, slovenském Pohoda festivalu a dalších festivalech evropského významu.
Stranou pozornosti nezůstávají ani v České republice. Vystupovali na festivalu United Islands,  Rock For People, Rock For Churchill, Colours of Ostrava, Metronome festival a dalších.
Na podzim roku 2016 nahrávali materiál na chystané album v Red Bull Studios Berlin.

### Významné úspěchy
- 2013: Budějovický Majáles
- 2015: Sziget Festival
- 2015: Fusion Festival[12]
- 2015: The Henley Festival[13]
- 2015: 2. místo v anketě Žebřík, kategorie Objev roku[14]
- 2016: Festival Glastonbury[15]
- 2016: Porto Latino Festival[16]

## Diskografie
- Let Your Body Move, 2013
- Glamtronic, 2015
- M.Y.D.Y., 2017
- Live at Colours of Ostrava, 2018
- Numbers, 2019
- LIVE AT FORUM KARLIN (Live), 2021
- V, 2022